# Гийкс
The Geeks са хардкор пънк група от Южна Корея. Те са една от първите хардкор пънк групи в Корея и също така първата група, която запознава публиката с youth crew и стрейт едж хардкор. Поради техните пътувания в страната и организирането на задгранични турнета, те са една от най-известните групи в този жанр в Корея и са добре познати по света.
The Geeks се сформират през 1999 от съучениците Seo Kiseok (вокал) и Kang Junsung (китара), малко след като откриват съществуването на корейския пънк чрез компилацията Our Nation издадена от Drug Records.

## История
Благодарение до голяма степен на Seo, който живее известно време в Америка, групата подписва с Think Fast! Records и става добре позната на международното хардкор общество. Те се свързват също и с Get Outta Town Records, Townhall Records, и GMC Records. Техните връзки им отварят много възможности за турнета извън Корея, които са били изключителна рядкост за корейски групи. Те са първата корейска пънк група, която прави успешно турне в САЩ. От създаването си те обикалят САЩ няколко пъти, а през 2007 правят световно турне до САЩ, Малайзия и Сингапур.
През 2013 The Geeks свирят на фестивала SXSW благодарение на Korea Creative Content Agency.
Всички членове на групата правят кариери и нямат много време за музика. Seo работи за GM Daewoo, а Kang работи в IT компания.

### Критичен отзвук
PunkNews.org обявява групата за „несъмнено най-популярната хардкор група в Корея, The Geeks трябва да изкачат веднага в главата ти, когато си мислиш за азиатски хардкор.“ Scene Point Blank пише ревю на албумът на The Geeks от 2007 „Every Time We Fall“ като дава оценка 7.5/10 и казва:
"В края на деня, The Geeks и техният дебютен албум Every Time We Fall са много повече от необикновена афера. Албумът е напълнен с върховна музика и прочувствено лирично съдържание. Ако си достатъчно голям късметлия да видиш на живо The Geeks, приготви се за множество стейдждайвове и да останеш без глас."
Тяхното влияние може да се сравни със следното изречение – „The Geeks за Азия е това, което Youth of Today беше за американския хардкор.“

### Стрейт Едж
Групата в действителност започва като стрейт едж група, като всичките ѝ членове не консумират алкохол. Пиянската култура в Корея е много могъща, и Seo се бори много с това да не пие по време на първата му година в колежа и докато е в казармата. Той твърди, че почти е бил нападнат заради това, че отказва да пие алкохол. Въпреки проблемите с насилието в стрейт едж сцената на много места по света, the Geeks са против насилието и имат много приятели, които употребяват алкохол. Вокалът Seo рисува Х-ове на ръцете си, с които символизира че е стрейт едж.
Не всички членове са стрейт едж.

### Open Your Eyes и Powwow
Seo открива и става сътрудник в музикалната агенция Open Your Eyes, която води много чужди хардкор групи в Корея – Champion, Outbreak, Terror, Sick of It All, Down to Nothing, Have Heart, No Turning Back и Bane.
Чрез OYE, Seo става един от главните инвеститори в Powwow, клуб за жива музика в близост до Noksapyeong Station в основата на Haebangchon и Gyeongnidan. Мястото затваря през 2013.

## Състав на групата
- Seo Ki-seok (서기석): вокал
- Kang Jun-sung (강준성): китара
- Jung Bong-kyu (정봉규): бас-китара
- Choi Imyoung (최임영): барабани

## Дискография

### Албуми
- [2006] Every Time We Fall (Get Outta Town Records)

### Сплит албуми
- [2001] Together As One, Far East Hardcore Split (with In My Pain) (GMC Records)

### Сингли и ЕП-та
- [2002] What's Inside (Think Fast! Records)
- [2010] Always Classics

### Компилации
- [2004] From The Start 1999 – 2004 (Kawaii Records, Townhall Records)
- [2003.07.05] We Are the Punx in Korea (#12 „Let It Fade & Live Free“)
- [2008.09.16] No Future for You (#9 „이어지는 의지“ [Will Lead])
- [2011.07.05] Them and Us (Knowledge (Operation Ivy cover), One Spirit)

## Референция
1. ↑  Dunbar, Jon. Korea’s punks prepare for World Domination //   The Korea Blog, 12 октомври 2011.  Архивиран от оригинала. Посетен на 13 февруари 2014.
2. ↑  Mutts, Paul. Interview with a Geek //   Broke in Korea, March 2005.  Архивиран от оригинала. Посетен на 15 януари 2014.
3. ↑  Osborne, Graham. Punk rock at crossroads in Korea //   Yonhap News, 9 ноември 2011. Посетен на 13 февруари 2014.
4. ↑  Twitch, Jon. The Geeks Shall inherit the Earth //   Broke in Korea, Spring 2007.  Архивиран от оригинала. Посетен на 31 януари 2014.
5. ↑  Dunbar, Jon. Korean bands tour North America //   Korea.net, 17 април 2013. Посетен на 15 януари 2014.
6. ↑  Hazzan, Dave. A report from South Korea! //   Maximum Rock n Roll, 16 август 2012. Посетен на 13 февруари 2014.
7. ↑  Interviews: Ki Seok So (The Geeks). Посетен на 2 февруари 2014
8. ↑  The Geeks. Every Time We Fall. Scene Point Blank. Посетен на 2 февруари 2014.
9. ↑  The Geeks //   SXSW. Посетен на 13 февруари 2014.
10. ↑  Interviews: Ki Seok So (The Geeks) //   PunkNews.Org, 2 ноември 2009. Посетен на 15 януари 2014.
11. ↑  Mutts, Paul. Interview with a Geek //   Broke in Korea, March 2005.  Архивиран от оригинала. Посетен на 15 януари 2014.
12. ↑  Hoban, Alex. Korean hardcore is failing to crush the military //   Vice Magazine, 6 май 2009. Посетен на 13 февруари 2014.
13. ↑  Dunbar, Jon. Korea’s hardcore punk scene //   Korea Blog, 19 ноември 2012.  Архивиран от оригинала. Посетен на 15 януари 2014.
14. ↑  Ward, Winston. Open Your Eyes brings D.I.Y. to the R.O.K. //   HiExpat.com, 5 март 2011. Посетен на 15 януари 2014.[неработеща препратка]
15. ↑  Twitch, Jon. Powwow! Right in the Kisser! //   Broke in Korea, December 2012.  Архивиран от оригинала. Посетен на 15 януари 2014.